# 布卡奇夫西卡斯洛博達
49°15′0″N 24°28′54″E / 49.25000°N 24.48167°E
布卡奇夫西卡斯洛博達（烏克蘭語：Букачівська Слобода），是烏克蘭西部的村莊，隸屬伊萬諾-弗蘭科夫斯克州的伊萬諾-弗蘭科夫斯克區。該村面積1.59平方公里，2001年人口249，人口密度每平方公里157人。